# Gymnodactylus vanzolinii
Gymnodactylus vanzolinii é uma espécie de lagartixa da família Phyllodactylidae (Gekkota: Squamata). Seu nome foi dado em homenagem ao renomado zoólogo, e reconhecido compositor, Paulo Emílio Vanzolini, por sua inestimável contribuição à herpetologia sul-americana. Esse pequeno geco é endêmico da porção norte da Cadeia do Espinhaço, e, até o momento, conhecido somente dos arredores do município de Mucugê, estado da Bahia, na Serra do Sincorá, Chapada Diamantina. Possui hábitos crípticos e é, portanto, de difícil encontro na natureza. Saxicola, vive nas frestas profundas dos maciços rochosos dos campos rupestres do Espinhaço. Possui hábitos noturnos e pode às vezes ser encontrado forrageando ao anoitecer por entre as frestas; ou, durante o dia, em repouso sob rochas.